# フォンタナローザ
フォンタナローザ（伊: Fontanarosa）は、イタリア共和国カンパニア州アヴェッリーノ県にある、人口約3,100人の基礎自治体（コムーネ）。

## 地理

### 位置・広がり

#### 隣接コムーネ
隣接するコムーネは以下の通り。
- ジェズアルド
- グロッタミナルダ
- ルオゴザーノ
- ミラベッラ・エクラーノ
- パテルノーポリ
- サンタンジェロ・アッレスカ